# Чемпионат России по хоккею с шайбой 1997/1998 (составы)
Составы команд чемпионата России по хоккею с шайбой 1997/98.
Указано гражданство хоккеистов, не являвшихся гражданами России, Беларуси, Казахстана, Украины (согласно eliteprospects.com).

## 1. «Ак Барс»
Вратари: Олег Грачёв, Сергей Абрамов, Дмитрий Ячанов.
Защитники: Дмитрий Балмин, Юрий Гунько, Александр Завьялов, Халим Нигматуллин, Леонид Лабзов, Владимир Толоконников, Александр Савицкий, Рафик Якубов.
Нападающие: Эдуард Кудерметов, Алексей Чупин, Олег Антоненко, Сергей Золотов, Михаил Сарматин, Игорь Степанов, Ильнур Гизатуллин, Алмаз Гарифуллин, Роман Баранов, Павел Лазарев, Кирилл Голубев, Сергей Соломатов, Дмитрий Ванясов, Айрат Кадейкин, Денис Архипов, Андрей Царёв, Артём Анисимов, Евгений Захаров, Ринат Касьянов, Андрей Сидляров.
Главный тренер: Юрий Моисеев.

## 2. «Металлург» Магнитогорск
Вратари: Сергей Земченок, Максим Михайловский, Борис Тортунов.
Защитники: Владимир Антипин, Дамир Гайнутдинов, Вадим Гловацкий, Игорь Земляной, Олег Леонтьев, Валерий Никулин, Игорь Плотников, Андрей Соколов, Сергей Тертышный, Евгений Шалыгин, Александр Шварев.
Нападающие: Михаил Бородулин, Сергей Бровин, Игорь Варицкий, Александр Гольц, Сергей Гомоляко, Валерий Карпов, Александр Корешков, Евгений Корешков, Андрей Кудинов, Дмитрий Максимов, Сергей Осипов, Андрей Петраков, Дмитрий Попов, Андрей Разин, Алексей Степанов.
Главный тренер: Валерий Белоусов.

## 3. «Торпедо» Ярославль
Вратари: Виталий Еремеев, Егор Подомацкий, Радмир Фаизов.
Защитники: Алексей Амелин, Дмитрий Быков, Илья Горохов, Михаил Доника, Сергей Жуков, Владимир Копать, Дмитрий Красоткин, Олег Полковников, Сергей Решетников, Андрей Соболев, Михаил Чернов, Ильдар Юбин.
Нападающие: Владимир Антипов, Александр Ардашев, Дмитрий Афанасенков, Сергей Бердников, Сергей Вереникин, Дмитрий Власенков, Сергей Горбачёв, Алексей Горшков, Сергей Королёв, Виталий Литвиненко, Роман Ляшенко,  Александр Ниживий, Дмитрий Панков, Евгений Пастух, Владимир Самылин, Андрей Скабелка, Пётр Счастливый, Алексей Трасеух, Сергей Чернявский, Денис Швидкий.
Главный тренер: Пётр Воробьёв.

## 4. «Лада»
- Вр Дмитрий Мыльников
- Вр Сергей Николаев
- Вр Евгений Чечин
- Зщ Андрей Бущан
- Зщ Дмитрий Быков
- Зщ Олег Волков
- Зщ Анвар Гатиятулин
- Зщ Сергей Гончар
- Зщ Александр Гуськов
- Зщ Олег Давыдов
- Зщ Сергей Журиков
- Зщ Павел Комаров
- Зщ Олег Комиссаров
- Зщ Андрей Кручинин
- Зщ Артур Октябрев
- Зщ Олег Романов
- Зщ Владимир Тарасов
- Зщ Олег Хмыль
- Нп Алексей Алексеев
- Нп Максим Балмочных
- Нп Вячеслав Безукладников
- Нп Олег Белкин
- Нп Евгений Бобарико
- Нп Юрий Буцаев
- Нп Эдуард Горбачев
- Нп Павел Десятков
- Нп Анатолий Емелин
- Нп Юрий Злов
- Нп Дмитрий Клевакин
- Нп Денис Метлюк
- Нп Александр Нестеров
- Нп Станислав Романов
- Нп Дмитрий Саразов
- Нп Иван Свинцицкий
- Нп Андрей Тарасенко
- Нп Денис Тюрин
- Нп Дмитрий Шандуров
- Нп Сергей Шиханов
- Главный тренер: Геннадий Цыгуров.

## 5. «Динамо» Москва
- Вр Ильдар Мухометов
- Вр Сергей Подпузько
- Зщ Сергей Воронов
- Зщ Евгений Грибко
- Зщ Владимир Думнов
- Зщ Роман Золотов
- Зщ Сергей Козуров
- Зщ Олег Ореховский
- Зщ Виталий Прошкин
- Зщ Дмитрий Рябыкин
- Зщ Алексей Трощинский
- Зщ Дмитрий Фролов
- Зщ Александр Юдин
- Нп Максим Афиногенов
- Нп Алексей Бадюков
- Нп Валерий Белов
- Нп Лев Бердичевский
- Нп Михаил Иванов
- Нп Алексей Калюжный
- Нп Денис Карцев
- Нп Александр Кувалдин
- Нп Андрей Кузьмин
- Нп Юрий Леонов
- Нп Сергей Лучинкин
- Нп Сергей Петренко
- Нп Вадим Покотило
- Нп Дмитрий Сергеев
- Нп Александр Степанов
- Нп Александр Харитонов
- Нп Валерий Черный
- Нп Артем Чубаров
- Главный тренер: Зинэтула Билялетдинов.

## 6. «Авангард»
- Вр Александр Вьюхин
- Вр Евгений Тарасов
- Зщ Олег Бурлуцкий
- Зщ Олег Вевчеренко
- Зщ Олег Коваленко
- Зщ Сергей Коробкин
- Зщ Альберт Логинов
- Зщ Константин Маслюков
- Зщ Игорь Никитин
- Зщ Юрий Панов
- Зщ Дмитрий Пархоменко
- Зщ Илья Сташенков
- Зщ Олег Угольников
- Зщ Игорь Хацей
- Нп Игорь Беляевский
- Нп Сергей Бердников
- Нп Андрей Гаврилин
- Нп Константин Голохвастов
- Нп Сергей Губарев
- Нп Игорь Дякив
- Нп Сергей Елаков
- Нп Алексей Ждахин
- Нп Сергей Жеребцов
- Нп Дмитрий Затонский
- Нп Сергей Земсков
- Нп Павел Каменцев
- Нп Константин Касаткин
- Нп Дмитрий Клевакин
- Нп Олег Кряжев
- Нп Юрий Кузнецов
- Нп Михаил Кулешов
- Нп Андрей Расолько
- Нп Рамиль Сайфуллин
- Нп Андрей Самохвалов
- Нп Дмитрий Саяпин
- Нп Андрей Субботин
- Нп Максим Сушинский
- Нп Александр Яковлев
- Главный тренер: Леонид Киселёв.

## 7. «Северсталь»
- Вр Андрей Карпин
- Вр Олег Шевцов
- Зщ Михаил Горбунов
- Зщ Алексей Данилов
- Зщ Андрей Дылевский
- Зщ Александр Ждан
- Зщ Олег Кобзев
- Зщ Михаил Ковальков
- Зщ Илья Макаров
- Зщ Дмитрий Стулов
- Зщ Виталий Трегубов
- Зщ Сергей Федотов
- Зщ Александр Хаванов
- Зщ Владислав Шевченко
- Нп Владимир Андреев
- Нп Алексей Багичев
- Нп Вадим Бекбулатов
- Нп Олег Болтунов
- Нп Кирилл Двуреченский
- Нп Дмитрий Дударев
- Нп Алексей Ефимов
- Нп Владимир Завьялов
- Нп Константин Кольцов
- Нп Сергей Кондрашкин
- Нп Владимир Кочин
- Нп Вадим Молотилов
- Нп Игорь Петров
- Нп Андрей Пчеляков
- Нп Олег Савчук
- Нп Игорь Старковский
- Нп Владимир Уйманов
- Нп Игорь Яковлев
- Главный тренер: Николай Соловьёв.

## 8. «Молот-Прикамье»
- Вр Валерий Ерохин
- Вр Алексей Поляков
- Вр Дмитрий Хомутов
- Вр Константин Чащухин
- Зщ Валерий Ганжа
- Зщ Олег Гущин
- Зщ Василий Дёмин
- Зщ Сергей Мильто
- Зщ Андрей Никишов
- Зщ Василий Первухин
- Зщ Сергей Плотников
- Зщ Мурат Стержанов
- Зщ Олег Тимофеев
- Зщ Дмитрий Филимонов
- Нп Александр Агеев
- Нп Евгений Ахметов
- Нп Николай Бардин
- Нп  Дмитрий Бернатавичюс
- Нп Дмитрий Воронежев
- Нп Сергей Губанов
- Нп Александр Гулявцев
- Нп Сергей Девятков
- Нп Яков Деев
- Нп Игорь Зеленчев
- Нп Михаил Ипатов
- Нп Алексей Панин
- Нп Дмитрий Пирожков
- Нп Алексей Погодин
- Нп Дмитрий Романов
- Нп Олег Савчук
- Нп Михаил Солдатов
- Нп Вадим Тупицын
- Нп Вадим Щелкунов
- Главный тренер: Валерий Постников.

## 9. «Спартак»
- Вр Александр Никифоров
- Вр Эдвин Силавниекс
- Вр Алексей Червяков
- Вр Виталий Чумичев
- Зщ Андрей Бущан
- Зщ Михаил Королев
- Зщ Виктор Косаткин
- Зщ Фёдор Лукинский
- Зщ Сергей Макаров
- Зщ Дмитрий Мотков
- Зщ Евгений Петрочинин
- Зщ Алексей Путилин
- Зщ Александр Рязанцев
- Зщ Николай Сёмин
- Зщ Андрей Смирнов
- Зщ Владимир Тюриков
- Нп Игорь Болдин
- Нп Николай Борщевский
- Нп Денис Дорохин
- Нп Георгий Евтюхин
- Нп Дмитрий Клевакин
- Нп Алексей Кочегаров
- Нп Алексей Лазаренко
- Нп Сергей Лучинкин
- Нп Роман Малов
- Нп Константин Митрошкин
- Нп Андрей Попугаев
- Нп Виталий Прохоров
- Нп Максим Рыбин
- Нп Максим Степанов
- Нп Павел Терехов
- Нп Алексей Ткачук
- Нп  Атварс Трибунцов
- Нп Михаил Фадеев
- Нп Сергей Шаламай
- Нп Дмитрий Шамолин
- Главный тренер: Фёдор Канарейкин.

## 10. СКА
- Вр Максим Соколов
- Вр Андрей Черноскутов
- Зщ Марат Давыдов
- Зщ  Иоахим Мусакка
- Зщ Артём Остроушко
- Зщ Валерий Покровский
- Зщ Алексей Рубов
- Зщ Кирилл Сафронов
- Зщ Игорь Сипченко
- Зщ Евгений Филинов
- Зщ Святослав Хализов
- Зщ Александр Юдин
- Нп Виктор Беляков
- Нп Александр Виноградов
- Нп Денис Винокуров
- Нп Иван Вологжанинов
- Нп Илья Горбушин
- Нп Константин Горовиков
- Нп Владислав Громов
- Нп Павел Евстигнеев
- Нп Игорь Журкин
- Нп Сергей Зайцев
- Нп Александр Зыбин
- Нп Алексей Кознев
- Нп Олег Кузьмин
- Нп  Иван Логинов
- Нп Егор Михайлов
- Нп Константин Молодцов
- Нп Евгений Нохрин
- Нп Дмитрий Овсянников
- Нп  Райне Раухала
- Нп Александр Уракин
- Нп Юрий Цыплаков
- Нп Евгений Шастин
- Главный тренер: Борис Михайлов.

## 11. «Нефтехимик»
- Вр Олег Глебов
- Вр Юрий Ивашин
- Вр Александр Никифоров
- Зщ Вячеслав Завальнюк
- Зщ Андрей Зубков
- Зщ Павел Зубов
- Зщ Владимир Капуловский
- Зщ Дмитрий Куликов
- Зщ Андрей Мажугин
- Зщ Владислав Макаров
- Зщ Александр Макрицкий
- Зщ Сергей Суярков
- Зщ Вячеслав Тимченко
- Зщ Ремир Хайдаров
- Зщ Сергей Яковенко
- Нп Олег Антоненко
- Нп Дмитрий Безруков
- Нп Константин Буценко
- Нп Марсель Гарипов
- Нп Владимир Грачев
- Нп Дмитрий Емельянцев
- Нп Дмитрий Затевахин
- Нп Евгений Захаров
- Нп Алексей Иванов
- Нп Сергей Ивлев
- Нп Ринат Касьянов
- Нп Андрей Кошкин
- Нп Евгений Млинченко
- Нп Алексей Мурзин
- Нп Дмитрий Назаров
- Нп Андрей Николаев
- Нп Денис Сажин
- Нп Роман Сальников
- Нп Анатолий Степанищев
- Нп Олег Толоконцев
- Нп Нияз Якупов
- Нп Сергей Яшин
- Главный тренер: Владимир Андреев.

## 12. «Рубин»
- Вр Андрей Василевский
- Вр Сергей Киряхин
- Вр Роман Кузьмин
- Зщ Дмитрий Алехин
- Зщ Виктор Архипов
- Зщ Андрей Волков
- Зщ Сергей Галкин
- Зщ Владимир Ганин
- Зщ Андрей Зубков
- Зщ Владимир Кирик
- Зщ Александр Климов
- Зщ Алексей Мирошников
- Зщ Евгений Михалкевич
- Зщ Дмитрий Пархоменко
- Зщ Павел Плотников
- Зщ Дмитрий Саенко
- Зщ Василий Чижов
- Зщ Дмитрий Шурупов
- Нп Николай Бабенко
- Нп  Эдуард Валиуллин
- Нп Алексей Галынский
- Нп Сергей Губарев
- Нп Игорь Дякив
- Нп Сергей Елаков
- Нп Сергей Зайцев
- Нп Владимир Зоркин
- Нп Алексей Климантов
- Нп Константин Коробов
- Нп Игорь Латышев
- Нп Денис Митин
- Нп Андрей Никитенко
- Нп Евгений Нохрин
- Нп Андрей Овчинников
- Нп Роман Осколков
- Нп Дмитрий Пидгурский
- Нп Вадим Попов
- Нп Алексей Попов
- Нп Андрей Сидляров
- Нп Руслан Сулейманов
- Нп Александр Сырцов
- Нп Вячеслав Хаев
- Нп Владимир Хамракулов
- Нп Сергей Чумаков
- Нп Сергей Шитковский
- Главный тренер: Александр Кузьмин.

## 13. СКА-«Амур»
- Вр Павел Бессонов
- Вр Олег Филимонов
- Зщ Александр Артеменко
- Зщ Илья Безотосов
- Зщ Александр Безроднов
- Зщ Евгений Голденков
- Зщ Олег Горбенко
- Зщ Денис Денисов
- Зщ Андрей Киселев
- Зщ Александр Климов
- Зщ Евгений Кувеко
- Зщ Александр Николаев
- Зщ Михаил Переяслов
- Зщ Валерий Сидоров
- Зщ Вячеслав Стюфеев
- Зщ Василий Чижов
- Зщ Дмитрий Шулаков
- Зщ Сергей Яковенко
- Зщ Сергей Ясаков
- Нп Игорь Андрющенко
- Нп Сергей Витер
- Нп Ильдус Габдрахманов
- Нп Игорь Горбенко
- Нп Дмитрий Горенко
- Нп Александр Казаков
- Нп Сергей Корчагин
- Нп Алексей Макаров
- Нп Николай Мариненко
- Нп Денис Митин
- Нп Игорь Николаев
- Нп Дмитрий Скугарев
- Нп Александр Скугарев
- Нп Алексей Страхов
- Нп Дмитрий Тарасов
- Нп Александр Филиппов
- Нп Юрий Фимин
- Нп Виктор Худяков
- Нп Роман Шипулин
- Нп Дмитрий Шпаковский
- Главный тренер: Валентин Егоров.

## 14. «Химик»
- Вр Валерий Емельянов
- Вр Валерий Иванников
- Вр Юрий Шундров
- Зщ Дмитрий Алехин
- Зщ Иван Андрияшев
- Зщ Александр Головкин
- Зщ Виталий Дрындин
- Зщ Дмитрий Ермаков
- Зщ Андрей Ершов
- Зщ Александр Жинков
- Зщ Евгений Крутов
- Зщ Андрей Логинов
- Зщ Андрей Марков
- Зщ Алексей Савенков
- Зщ Александр Сивов
- Зщ Ринат Хусаинов
- Зщ Дмитрий Челнаков
- Нп Михаил Белобрагин
- Нп Василий Василенко
- Нп Александр Галкин
- Нп Евгений Гаранин
- Нп Вадим Гусев
- Нп Владимир Ильин
- Нп Андрей Квартальнов
- Нп Сергей Королев
- Нп Алексей Крутов
- Нп Вячеслав Митрофанов
- Нп Сергей Морозов
- Нп Евгений Пастернацкий
- Нп Евгений Пастух
- Нп Вячеслав Поликаркин
- Нп Андрей Пономарев
- Нп Александр Попов
- Нп Александр Романов
- Нп Владимир Солдатов
- Нп Станислав Тимаков
- Нп Владимир Уваров
- Нп Александр Чибиряев
- Главный тренер: Валерий Брагин.

## 15. ЦСК ВВС
- Вр Евгений Лойферман
- Вр Алексей Шарнин
- Зщ Алексей Булдаков
- Зщ Дмитрий Быков
- Зщ Павел Велижанин
- Зщ Илья Горохов
- Зщ Сергей Комаров
- Зщ Олег Кузнецов
- Зщ Андрей Мартемьянов
- Зщ Евгений Мухин
- Зщ Олег Полковников
- Зщ Олег Поротников
- Зщ Дмитрий Шалабанов
- Зщ Олег Юшин
- Нп Алексей Акифьев
- Нп Алексей Алексеев
- Нп Захар Гатауллин
- Нп Владимир Еловиков
- Нп Алексей Жаглин
- Нп  Сергей Зак
- Нп Алексей Зуев
- Нп Алексей Исаков
- Нп Игорь Корешков
- Нп Андрей Кузнецов
- Нп Сергей Марчков
- Нп Юрий Мордвинцев
- Нп Айдар Мусакаев
- Нп Олег Науменко
- Нп Андрей Петраков
- Нп Александр Рябов
- Нп Андрей Хазов
- Нп Сергей Чернявский
- Нп Сергей Шумихин
- Главный тренер: Александр Асташёв.

## 16. «Трактор»
- Вр Михаил Емельянов
- Вр Андрей Зуев
- Зщ Рашит Галимжанов
- Зщ Анвар Гатиятулин
- Зщ Сергей Гринь
- Зщ Константин Гусев
- Зщ Денис Денисов
- Зщ Дмитрий Калинин
- Зщ Андрей Сапожников
- Зщ Константин Сидулов
- Зщ Дмитрий Тертышный
- Зщ Александр Троицкий
- Зщ Алексей Чикалин
- Нп Максим Балмочных
- Нп Максим Бец
- Нп Евгений Галкин
- Нп Антон Галлямов
- Нп Андрей Диденко
- Нп Вячеслав Долишня
- Нп Олег Еремеев
- Нп Дмитрий Иванов
- Нп Евгений Иконников
- Нп Андрей Ковшевный
- Нп Владимир Кречин
- Нп Павел Лазарев
- Нп Константин Панов
- Нп Алексей Петров
- Нп Максим Смельницкий
- Нп Сергей Соломатов
- Нп Владимир Суханов
- Нп Дмитрий Талайков
- Нп Константин Татаринцев
- Нп Алексей Тертышный
- Нп Сергей Хрущев
- Нп Олег Черкасов
- Нп Максим Черников
- Главный тренер: Сергей Григоркин.

## 17. ЦСКА
- Вр Константин Безбородов
- Вр Денис Хлопотнов
- Вр Андрей Царёв
- Зщ Андрей Доронин
- Зщ Николай Игнатов
- Зщ Максим Соловьев
- Зщ Илья Сташенков
- Зщ Игорь Стельнов
- Зщ Александр Терехов
- Зщ Павел Траханов
- Зщ Василий Турковский
- Зщ Александр Фаткуллин
- Зщ Максим Цветков
- Зщ Станислав Шальнов
- Нп Владислав Брызгалов
- Нп Александр Бутурлин
- Нп Михаил Бутурлин
- Нп Игорь Вязьмикин
- Нп Дмитрий Главюк
- Нп Андрей Долгов
- Нп Денис Дорохин
- Нп Александр Зевахин
- Нп Дмитрий Зинин
- Нп Владимир Зубрильчев
- Нп Дмитрий Кириленко
- Нп Алексей Кровопусков
- Нп Альберт Лещев
- Нп Сергей Макаров
- Нп Андрей Петрунин
- Нп Алексей Погонин
- Нп Александр Скопцов
- Нп Денис Смаковский
- Нп Дмитрий Тепляков
- Нп Виктор Тюменев
- Нп Ринат Хасанов
- Главный тренер: Александр Волчков.

## 18. «Крылья Советов»
- Вр Олег Браташ
- Вр Сергей Дроздов
- Вр Дмитрий Мыльников
- Зщ Виталий Атюшов
- Зщ Вадим Брезгунов
- Зщ Евгений Варламов
- Зщ Максим Воронин
- Зщ Сергей Зимаков
- Зщ Вадим Подрезов
- Зщ Сергей Полищук
- Зщ Павел Рыбаков
- Зщ Николай Харитонычев
- Зщ Максим Чуканов
- Зщ Николай Щедров
- Нп Павел Агарков
- Нп Александр Бойков
- Нп Павел Бойченко
- Нп Михаил Волков
- Нп Олег Вощеникин
- Нп Дмитрий Гоголев
- Нп Яков Деев
- Нп Юрий Добрышкин
- Нп Алексей Колкунов
- Нп Юрий Литвинов
- Нп Ярослав Люзенков
- Нп Сергей Мартынов
- Нп Алексей Морозов
- Нп Валентин Морозов
- Нп Владимир Репнев
- Нп Александр Савченков
- Нп Владимир Терехов
- Нп Виталий Томилин
- Нп Александр Трофимов
- Нп Евгений Федоров
- Главный тренер: Сергей Котов (до 22 октября), Игорь Есмантович (22 октября — 1 ноября, и. о.), Василий Спиридонов (1 ноября —10 апреля).

## 19. «Салават Юлаев»
- Вр Константин Алексеев
- Вр Игорь Васильев
- Вр Владимир Тихомиров
- Зщ Владимир Алексеев
- Зщ Илья Горохов
- Зщ Александр Жмаев
- Зщ Артем Зубарев
- Зщ Леонид Канарейкин
- Зщ Денис Киркин
- Зщ Станислав Озолин
- Зщ Владислав Озолин
- Зщ Алексей Плотников
- Зщ Михаил Потапов
- Зщ Евгений Сапожков
- Зщ Венер Сафин
- Зщ Дмитрий Чернов
- Нп Рустем Габдуллин
- Нп Алик Гареев
- Нп Андрей Давлетов
- Нп Петр Девяткин
- Нп Николай Заварухин
- Нп Дмитрий Калачев
- Нп Руслан Нуртдинов
- Нп Вадим Плотников
- Нп Константин Полозов
- Нп Асхат Рахматуллин
- Нп Андрей Сидякин
- Нп Борис Тимофеев
- Нп Айдар Хайруллин
- Нп Дмитрий Холепа
- Нп Виктор Числов
- Нп Дмитрий Шандуров
- Нп Руслан Шафиков
- Нп Наиль Шаяхметов
- Нп Альфред Юнусов
- Главный тренер: Рафаил Ишматов.

## 20. «Мечел»
- Вр Александр Колобков
- Вр Альберт Ширгазиев
- Зщ Марат Аскаров
- Зщ Дамир Гайнутдинов
- Зщ Владимир Гапонов
- Зщ Матвей Денисов
- Зщ Василий Дубровин
- Зщ Игорь Каравдин
- Зщ Сергей Колесник
- Зщ Александр Короболин
- Зщ Дмитрий Токарев
- Зщ Игорь Хацей
- Зщ Алексей Храмцов
- Зщ Евгений Шалыгин
- Зщ Евгений Шишкин
- Зщ Юрий Ящин
- Нп Дмитрий Андреев
- Нп Валерий Андреев
- Нп Максим Ануфриев
- Нп Андрей Баландин
- Нп Евгений Бобыкин
- Нп Дмитрий Воронежев
- Нп Михаил Востряков
- Нп Сергей Зайцев
- Нп Данис Зарипов
- Нп Андрей Исмагилов
- Нп Виталий Казарин
- Нп Борис Костарев
- Нп Илья Лапшин
- Нп Евгений Любимов
- Нп Виталий Мишанин
- Нп Валерий Панин
- Нп Константин Перегудов
- Нп Валерий Тушенцов
- Нп Евгений Хацей
- Нп Дмитрий Шульга
- Нп Денис Янюк
- Главный тренер: Николай Макаров.

## 21. «Металлург» Новокузнецк
- Вр Андрей Бессонов
- Вр Вадим Тарасов
- Зщ Артем Аргоков
- Зщ Евгений Бакланов
- Зщ Вадим Буценко
- Зщ Дмитрий Воинский
- Зщ Дмитрий Дубровский
- Зщ Андрей Евстафьев
- Зщ Олег Коваленко
- Зщ Алексей Коледаев
- Зщ Борис Кузьмин
- Зщ Евгений Кузьмин
- Зщ Вячеслав Мишенин
- Зщ Георгий Мусатаев
- Зщ Евгений Пупков
- Зщ Андрей Трощенков
- Нп Виталий Валуй
- Нп Владимир Громилин
- Нп Дмитрий Демидов
- Нп Сергей Иченский
- Нп Александр Китов
- Нп Андрей Колесников
- Нп Владимир Кормачев
- Нп Николай Курочкин
- Нп Илья Лашин
- Нп Александр Малахов
- Нп Вадим Морозов
- Нп Сергей Москалев
- Нп Станислав Пиневский
- Нп Руслан Ревякин
- Нп  Роланд Сванидзе
- Нп Андрей Смирнов
- Нп Олег Толоконцев
- Нп Вадим Шайдуллин
- Главный тренер: Олег Гросс.

## 22. «Динамо-Энергия»
- Вр Олег Гуляев
- Вр Александр Сартаков
- Вр Леонид Фатиков
- Зщ Алексей Воронов
- Зщ Виктор Глушенков
- Зщ Вадим Гусев
- Зщ Алексей Комаров
- Зщ Сергей Нарушко
- Зщ Владислав Отмахов
- Зщ Максим Полухин
- Зщ Анатолий Семенов
- Зщ Сергей Семин
- Зщ Денис Соколов
- Зщ Дмитрий Устюжанин
- Нп Алексей Бадюков
- Нп Алексей Белянский
- Нп Руслан Берников
- Нп Александр Борозенко
- Нп Алексей Булатов
- Нп Андрей Васин
- Нп Павел Дацюк
- Нп Игорь Захаров
- Нп Максим Краев
- Нп Сергей Логачев
- Нп Алексей Макаров
- Нп Алексей Пермяков
- Нп Владимир Потапов
- Нп Денис Поченков
- Нп Андрей Рогачев
- Нп Алексей Симаков
- Нп Евгений Смаль
- Нп Владимир Уйманов
- Нп Александр Челушкин
- Нп Дмитрий Чумаченко
- Нп Андрей Шутов
- Главный тренер: Владимир Крикунов.

## 23. «Дизелист»
- Вр Рашид Давыдов
- Вр Евгений Еграшин
- Зщ Игорь Агеев
- Зщ  Александр Агневщиков
- Зщ Евгений Блохин
- Зщ Андрей Бузырев
- Зщ Алексей Долманов
- Зщ Андрей Кузнецов
- Зщ Александр Мокшанцев
- Зщ Сергей Пережогин
- Зщ Владимир Свито
- Зщ Дмитрий Токарев
- Зщ Владислав Шведов
- Нп Владислав Бабанов
- Нп Алексей Белянский
- Нп Олег Булычев
- Нп Олег Бутылин
- Нп Сергей Власов
- Нп Андрей Воробьев
- Нп Владимир Иванцов
- Нп Алексей Косоуров
- Нп Валерий Кукушкин
- Нп Олег Ларионов
- Нп Александр Мнихович
- Нп Андрей Морозов
- Нп Сергей Петшик
- Нп Сергей Порунов
- Нп Алексей Сергиевский
- Нп Александр Титов
- Нп Станислав Чвокин
- Нп Алексей Чистяков
- Нп Дмитрий Шпаковский
- Главный тренер: Юрий Пережогин, Юрий Воробьёв (переходный турнир).

## 24. ХК ЦСКА
- Вр Денис Кузьменко
- Вр Олег Ромашко
- Вр Михаил Солодухин
- Зщ  Каспар Асташенко
- Зщ  Сергей Вышегородцев
- Зщ Алексей Горяйнов
- Зщ Владислав Гущин
- Зщ Константин Демьянов
- Зщ Алексей Денискин
- Зщ Денис Денисов
- Зщ Дмитрий Евдокимов
- Зщ Анатолий Калачев
- Зщ Олег Комиссаров
- Зщ Борис Кузьмин
- Зщ Евгений Максимов
- Зщ Андрей Петушкин
- Зщ Дмитрий Сергеев
- Зщ Андрей Сорокин
- Зщ Сергей Тихонов
- Нп Сергей Акимов
- Нп Игорь Бахмутов
- Нп Андрей Васин
- Нп Марсель Гарипов
- Нп Константин Голохвастов
- Нп Денис Гусманов
- Нп Владимир Жашков
- Нп Борис Зеленко
- Нп Борис Иванов
- Нп Павел Киркин
- Нп Юрий Никулин
- Нп Максим Орлов
- Нп Вадим Покотило
- Нп Николай Пронин
- Нп Станислав Романов
- Нп Олег Сапрыкин
- Нп Игорь Сафонов
- Нп Владимир Сироткин
- Нп Дмитрий Старостенко
- Нп Дмитрий Субботин
- Нп Виталий Тимофеев
- Нп Максим Тихонов
- Нп Александр Чагодаев
- Нп Игорь Шевцов
- Нп  Марек Ясс
- Главный тренер: Виктор Тихонов.

## 25. «Торпедо» Нижний Новгород
- Вр Алексей Ивашкин
- Вр Алексей Игнатенко
- Вр Сергей Фадеев
- Зщ Николай Воеводин
- Зщ Вадим Галихманов
- Зщ Сергей Гаркуша
- Зщ Юрий Долгов
- Зщ Сергей Клишин
- Зщ Андрей Мажугин
- Зщ Олег Наместников
- Зщ Николай Сырцов
- Зщ Алексей Томилов
- Зщ Денис Тюляпкин
- Нп Вадим Аверкин
- Нп Андрей Анисимов
- Нп Евгений Бобарико
- Нп Василий Бобровников
- Нп Алексей Воробьев
- Нп Виктор Гончаренко
- Нп Роман Горев
- Нп Дмитрий Демидов
- Нп Алексей Иванов
- Нп Сергей Колюбакин
- Нп Владимир Коньков
- Нп Вячеслав Курочкин
- Нп Виктор Матросов
- Нп Игорь Меляков
- Нп Валентин Олецкий
- Нп Владимир Орлов
- Нп Алексей Ротанов
- Нп Максим Савосин
- Нп Игорь Сиротинин
- Нп Василий Смирнов
- Нп Олег Толоконцев
- Нп Анатолий Устюгов
- Нп Алексей Ушаков
- Нп Владимир Хамракулов
- Нп Вадим Шайдуллин
- Главный тренер: Валерий Шапошников.

## 26. «Кристалл» Электросталь
- Вр Сергей Вертунов
- Вр Алексей Марьин
- Вр Евгений Чечин
- Зщ Максим Васючков
- Зщ Игорь Грачев
- Зщ Александр Гришин
- Зщ Владимир Думнов
- Зщ Рустем Камалетдинов
- Зщ Дмитрий Камышников
- Зщ Виталий Прошкин
- Зщ Андрей Симашов
- Зщ Антон Ульянов
- Нп Сергей Арекаев
- Нп Дмитрий Вершинин
- Нп Дмитрий Воронцов
- Нп Роман Железняков
- Нп Алексей Купреенков
- Нп Владимир Леонов
- Нп Константин Никитин
- Нп Сергей Никоноров
- Нп Илья Носов
- Нп Владимир Поздняков
- Нп Вадим Попов
- Нп Сергей Селютин
- Нп Андрей Сидляров
- Нп Олег Смирнов
- Нп Денис Спрыгин
- Нп Виталий Томилин
- Нп Константин Фролов
- Нп Константин Цуканов
- Нп Василий Чистоклетов
- Главный тренер: Сергей Сальников.

## 27. «Кристалл» Саратов
- Вр Алексей Давыдов
- Вр Дмитрий Мельников
- Зщ Борис Бежиков
- Зщ Дмитрий Бурлуцкий
- Зщ Андрей Емелин
- Зщ Михаил Королев
- Зщ Алексей Кривоножкин
- Зщ Дмитрий Кукушкин
- Зщ Алексей Макеев
- Зщ Олег Марков
- Зщ Евгений Михалкевич
- Зщ Сергей Симонов
- Зщ Сергей Филин
- Зщ Дмитрий Храмченко
- Зщ Дмитрий Чикин
- Зщ Михаил Шубинов
- Нп Александр Блинов
- Нп Али Бурханов
- Нп Сергей Горбачев
- Нп Андрей Евсеев
- Нп Павел Ермолаев
- Нп Сергей Жебровский
- Нп Михаил Казакевич
- Нп Андрей Королев
- Нп Сергей Мартынюк
- Нп Виталий Седов
- Нп Андрей Селезов
- Нп Андрей Смирнов
- Нп Роман Тарасов
- Нп Евгений Тарасов
- Нп Борис Тиунов
- Нп Сергей Толстых
- Нп Леонид Торопченко
- Нп Игорь Трухачев
- Нп Юрий Цуренков
- Нп Николай Черепуха
- Нп Евгений Чулков
- Главный тренер: Виктор Садомов (по 8 октября 1997), Анатолий Лукошин

## 28. «Сибирь»
- Вр Владимир Бородулин
- Вр Константин Капкайкин
- Зщ Амир Алямов
- Зщ Виктор Быстрянцев
- Зщ Алексей Коршков
- Зщ Игорь Медведев
- Зщ Александр Полищук
- Зщ Олег Прокопенко
- Зщ Игорь Рыжих
- Зщ Андрей Савенков
- Зщ Евгений Тютиков
- Зщ Евгений Ушков
- Зщ Валерий Шеститко
- Нп Сергей Антипов
- Нп Евгений Антонов
- Нп Александр Власов
- Нп Сергей Воронцов
- Нп Владимир Ефремов
- Нп Олег Жиронкин
- Нп Максим Комиссаров
- Нп Игорь Кравец
- Нп Лев Крутохвостов
- Нп Алексей Логутенко
- Нп Ерлан Сагымбаев
- Нп Анатолий Филатов
- Нп Игорь Храмцов
- Нп Владимир Шапиро
- Нп Владимир Яблонский
- Главный тренер: Владимир Гольц.